# Florida Juicy
Florida Juicy (* 1995 oder 1996; bürgerlich Luka Bodzin) ist ein deutscher Musikproduzent und Sänger.

## Leben
Luka Bodzin kam als Sohn des DJs, Techno-Produzenten und Labelbetreibers Stephan Bodzin zur Welt und wuchs in Bremen auf. In seiner Jugend hörte vor allen Dingen Nu-Metal-Bands wie Limp Bizkit und Papa Roach. Sein erster Konzertbesuch bei Papa Roach inspirierte ihn, Gitarre spielen zu lernen. So sammelte er in Indie- und Rockbands erste musikalische Erfahrungen.
Als Teil der Rapcrew Erotik Toy Records, bestehend aus seinen Freunden Skinnyblackboy und Doubtboy sowie Tightill, Jay Pop und Young Mayerlack, trat er 2017 erstmals unter dem Namen Florida Juicy als Produzent in Erscheinung. Mit Skinnyblackboy hatte er ab 2014 bereits in der Indieband Ophéleia gespielt. Im Jahr 2019 veröffentlichte er zusammen mit diesem sein Solodebüt Angels im Disco-Funk-Stil. Zum Musikvideo der Single Out of my Head steuerte er eigene Landschaftsmalereien bei.
2021 erschien mit Schlaflos von Verifiziert die erste kommerziell erfolgreichere Produktion außerhalb von Erotik Toy Records. Etwa zur gleichen Zeit begann er mit Kid Kapri zusammenzuarbeiten, dem Bruder eines Freundes von Florida Juicy. Mit der zweiten gemeinsamen Single Mosaik erreichte beide auf Platz 19 ihre erste Platzierung in den deutschen Singlecharts. Florida Juicy führt den Erfolg auf die Popularität bei TikTok zurück und schreibt dem Gitarrenriff im Intro dabei eine wichtige Rolle zu. Von Puls Musik wird es mit denen am Anfang der Songs Rapstar von Polo G und Kleiner Prinz von Pashanim verglichen. Darüber hinaus wurde er 2021 für den New Music Award nominiert.
Florida Juicy lebt in Berlin. Inspirieren lässt er sich unter anderem von Symba, Max Martin, Billie Eilish und Air. Zu seiner Arbeitsweise sagt er, dass er langfristige Kooperationen mit Musikern bevorzugt. Bezüglich seines Stils schreibt Bremen Next: „Eigentlich kann er alles: Von trappigem R’n’B, über Retro-Funk bis hin zu Deep-House-Pop.“
Im Jahr 2025 produzierte er für den Nachwuchsmusiker yung pepp die Single Junge Träume aus Gold, die mit über 100.000 Streams auf Spotify seine bislang erfolgreichste Veröffentlichung darstellt und frühere Songs deutlich übertraf.

## Diskografie
Singles
- 2019: Angels (mit Skinnyblackboy)
- 2019: Trapped in my Head
- 2019: Nacht wird lang – Remix (mit Tightill & Donvtello)
- 2020: Out of my Head
- 2020: Easy Living (mit ETR & Young Mayerlack)
- 2020: Revue (mit ETR & Skinnyblackboy)
- 2020: Perspectives Remix
- 2021: Crémant auf Eis (mit Kid Kapri)
- 2021: Rotkäppchen (mit Longus Mongus & Verifiziert)
- 2021: Mosaik (mit Kid Kapri)

Florida Juicy als Autor und Produzent
- 2025: Junge Träume aus Gold (yung pepp)
- 2025: Wassereis (yung pepp)

| Jahr | Titel Interpretation | Höchstplatzierung, Gesamtwochen, AuszeichnungChartplatzierungen (Jahr, Titel, Interpretation, Platzierungen, Wochen, Auszeichnungen, Anmerkungen) | Höchstplatzierung, Gesamtwochen, AuszeichnungChartplatzierungen (Jahr, Titel, Interpretation, Platzierungen, Wochen, Auszeichnungen, Anmerkungen) | Höchstplatzierung, Gesamtwochen, AuszeichnungChartplatzierungen (Jahr, Titel, Interpretation, Platzierungen, Wochen, Auszeichnungen, Anmerkungen) | Anmerkungen                           |
| Jahr | Titel Interpretation | DE | AT | CH | Anmerkungen                           |
| ---- | -------------------- | --- | --- | --- | ------------------------------------- |
| 2022 | Tag eins Kid Kapri   | DE64 (1 Wo.)DE | — | — | Erstveröffentlichung: 4. Februar 2022 |

## Nominierungen
- 2021: New Music Award[2]